# Bernd Baumgart
Bernd Baumgart (n. 3 iulie 1955, Lutherstadt Wittenberg, Republica Democrată Germană, Germania) este un canotor ce a reprezentat Germania, medaliat olimpic. A participat la o ediție a Jocurilor Olimpice (1976) în care a câștigat o medalie de aur.

## Participări
Lista de mai jos prezintă principalele competiții la care a participat Bernd Baumgart de-a lungul carierei.
- rowing at the 1976 Summer Olympics – men's eight[*][3]